# Loch Toll a' Mhuic
Loch Toll a' Mhuic är en sjö i Storbritannien.   Den ligger i kommunen Highland och riksdelen Skottland, i den norra delen av landet, 700 km norr om huvudstaden London. Loch Toll a' Mhuic ligger 415 meter över havet.  Trakten runt Loch Toll a' Mhuic består i huvudsak av gräsmarker.